# Hussein Mwinyi
Pour les articles homonymes, voir Mwinyi.
Hussein Ali Mwinyi (né à Unguja le 23 décembre 1966) est le 8e président de Zanzibar. Fils de l'ancien président tanzanien Ali Hassan Mwinyi, il est membre du parti politique Chama Cha Mapinduzi (CCM).

## Présidence

### Élection de 2020
Mwinyi rejoint la course présidentielle en juin 2020. Lors de la primaire, il bat ses colistiers Shamsi Vuai Nahodha, ancien ministre en chef de Zanzibar, et le Dr Khalid Mohamed, qui est secrétaire permanent du deuxième vice-président. Les 164 membres du Comité exécutif national du CCM votent en juillet 2020, avec 78,65 % en faveur de la nomination de Mwinyi à la tête du parti aux élections générales. Afin de prévenir les accusations de corruption, les élections intra-parti sont retransmises en direct à la télévision. Plusieurs délégués de la NEC citent la valeur marchande de Mwinyi auprès des électeurs comme la principale raison de leur choix. Les élections générales ont lieu le 28 octobre 2020, au cours desquelles Mwinyi bat 14 candidats électoraux en recueillant 76,27 % des voix. 88 pour cent des 566 352 électeurs inscrits à Zanzibar se sont rendus aux urnes. Le CCM ou une version du CCM n’a pas perdu d’élections depuis l’indépendance de la Tanzanie en 1961. Seif Sharif Hamad (en), candidat de l'opposition du parti politique Alliance pour le changement et la transparence (ACT-Wazalendo), tente d'organiser des manifestations contre le résultat des élections, peu après quoi il est arrêté. De plus, Zitto Kabwe (en), leader d'ACT-Wazalendo, affirme qu'un membre du Comité central du parti a été hospitalisé par des soldats zanzibariens. Ces incidents s'inscrivent dans le contexte des élections tanzaniennes de 2020 qui ont lieu simultanément, une élection qui est considérée comme comportant des « allégations crédibles » de résultats fabriqués par le gouvernement des États-Unis. Pourtant, le président de la Commission électorale de Zanzibar, Hamid Mahmoud Hamid, affirme que l'élection s'est déroulée de manière pacifique, et le candidat Juma Ali Khatib du parti d'opposition Tanzania Democratic Alliance (en) (TADEA) félicite Mwinyi pour sa victoire aux élections, en disant « à travers les urnes, Dieu vous a nommé pour diriger les Zanzibariens ». La présidente tanzanienne  Samia Suluhu Hassan, qui est également membre du parti CCM avec Mwinyi, salue la « paix et la tranquillité » politiques de Seif Sharif Hamad à l'occasion du premier anniversaire de la victoire électorale de Mwinyi après la mort de Hamad en février 2021,.

### Corruption
Pendant la campagne électorale, Mwinyi promet de lutter contre la corruption politique, déclarant peu après avoir été nommé porte-drapeau du CCM que « les fonctionnaires véreux devraient être extrêmement intimidés parce que nous allons réprimer la corruption ». Sous son administration, 289 affaires sont poursuivies par l'Autorité de lutte contre la corruption et les crimes économiques de Zanzibar, ou ZAECA, ce qui permet d'économiser des centaines de millions de dollars de fonds gouvernementaux qui ne sont pas détournés ou blanchis. Cela comprend la suspension, mais pas la destitution, de Sabra Issa Macano, directrice de la Caisse de sécurité sociale de Zanzibar, et d'un responsable de l'Autorité fiscale de Tanzanie. Mwinyi est noté par l'actuel directeur de la ZAECA, Mussa Haji Ali, comme étant le premier président de Zanzibar à visiter le bureau depuis sa création en 2012.

### Développement
Alors que ses objectifs pour le développement économique de Zanzibar sont critiqués par certains comme étant « peu pratiques », Zanzibar connait une croissance du PIB bien plus élevée à chaque trimestre de 2021 qu'au cours de la période correspondante de 2020. En janvier 2022, le gouvernement alloue 149 milliards de shillings tanzaniens (équivalent à 68 millions de dollars américains) pour développer l'économie bleue de l'archipel, en achetant divers équipements de pêche. En outre, il crée le premier ministère de l'Économie bleue et de la pêche de Zanzibar, qui est salué par les experts pour son objectif de lutter contre les effets néfastes du changement climatique sur l'industrie des algues du pays. Il permet également aux propriétaires de petites entreprises de vendre plus facilement leurs produits en élargissant les permis à des milliers d'entreprises qui autrement auraient été fermées par les autorités, permis qui, selon Mwinyi, peuvent en outre être utilisés pour garantir des prêts auprès des banques.

### Droits des femmes
Après avoir été le premier chef d’État africain à rejoindre l’alliance HeForShe des Nations unies, il est nommé champion HeForShe 2021 par ONU Femmes Tanzanie. Hosan Addou, représentante d'ONU Femmes en Tanzanie, félicite Mwinyi pour avoir continué à mettre en œuvre la phase II de Wanawake Wanaweze (« Les femmes peuvent » en swahili) qui soutient les femmes assumant des rôles de leadership en politique. Au cours de sa première année de mandat, il élimine la possibilité d'une libération sous caution pour toutes les infractions sexuelles et déclare : « Nous mettrons davantage l'accent sur l'élimination de diverses formes de violence contre les femmes, en particulier celles des zones rurales, et améliorerons également les services sociaux, réduirons les mortalité, ainsi que de rapprocher l'eau des femmes »,.

### Relation avec la Chine
Mwinyi entretient des relations positives avec la Chine depuis qu’il est ministre de la Défense et du Service national de Tanzanie. Lors de ses entretiens avec l'ancien ministre chinois de la Défense, Liang Guanglie, Mwinyi souligne les « bonnes relations » entre la Chine et la Tanzanie, relations qui, selon Liang, sont « saines et fluides... au cours des 45 dernières années ». La Chine est le plus grand investisseur étranger à Zanzibar selon Mwinyi, avec 7,6 milliards de dollars de fonds. Cela inclut notamment un soutien médical. La Chine investit des dizaines de millions de dollars dans les hôpitaux de Zanzibar, fait don de vaccins contre le COVID-19 et fournit une petite équipe médicale qui, au cours des dix dernières années, a traité plus de 100 000 patients.

### Relation avec la Tanzanie

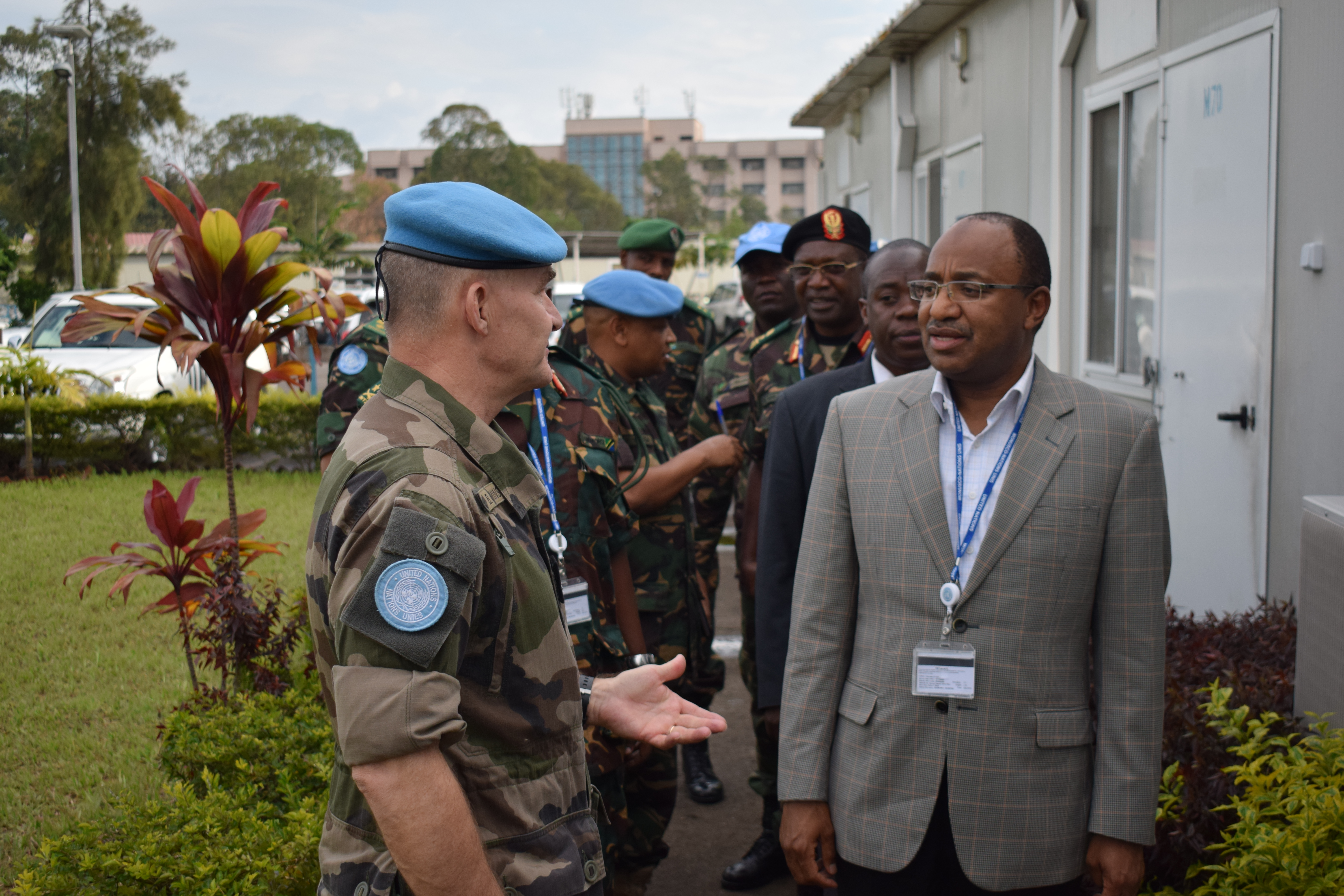
Hussein Mwinyi, alors ministre de la Défense, avec le commandant adjoint de la Mission de l'Organisation des Nations unies pour la stabilisation en république démocratique du Congo (MONUSCO), le général de division Bernard Commins (20 décembre 2017).

La présidente tanzanienne Samia Suluhu Hassan, l'ancienne vice-présidente qui a pris la relève après le décès de l'ancien président John Magufuli, publie sur son Instagram une photo de Mwinyi à l'occasion du premier anniversaire de sa victoire électorale, accompagnée de la légende en swahili qui se traduit par « nous vous faisons confiance et vous souhaitons tout le meilleur pour construire un meilleur Zanzibar. Je vous promets davantage de coopération ». Malgré les pressions de certains Zanzibaris pour l'indépendance de la Tanzanie, Mwinyi appelle au maintien des relations actuelles entre les deux gouvernements comme garantissant le commerce, affirmant que « les Zanzibaris sont les principaux consommateurs de riz du continent, y compris Morogoro, nous devrions donc continuer. maintenir notre syndicat en veillant à ce que nos gens aient la possibilité de faire des affaires sans être dérangés.

## Vie privée
Il est marié et père de quatre enfants.